# Islas Chantar
Las islas Chantar (o islas Shantar) (en ruso, Острова Шантарские, Ostrova Shantarskiye) son un grupo de quince islas costeras localizadas en el Extremo Oriente ruso, frente a las costas siberianas, en las bocas de las bahías del Uda (donde desemboca el río que le da nombre, el Uda), del Tugur y del Ulban, bañadas por las aguas de la zona suroeste del mar de Ojotsk. 
Administrativamente, este grupo de islas pertenece al krai de Jabárovsk de la Federación de Rusia.

## Geografía
Estas islas están situadas cerca de las costas continentales de Siberia. La mayoría de las islas tienen acantilados accidentados, pero son de moderada altura, siendo el punto más alto de 720 m s. n. m.. Las principales islas del grupo son:
- isla Gran Chantar (Bolshoy Shantar) (con una superficie de 1790 km² y con una altura máxima de 720 m). La isla más grande del grupo, con 72 km longitud y 49 km  de ancho. Tiene un gran lago salobre (lago Bol'shoe) en su extremo norte, conectado al mar a través de un estrecho paso. Varias especies de eperlanos (Hypomesus japonicus) y (H. olidus) se encuentran en este lago.[1]
- isla Feklistova (372 km² y 485 m);
- isla Pequeña Chantar (Maly Shantar) (100 km² y 224 m);
- isla Belichiy (70 km² y 453 m);
- isla de Prokofiev (40 km² y 638 m);
- isla Kusova (10 km² y 651 m).

Además, hay otras islas más pequeñas, como Sakharnaya Golova, Ptichiy, Utichiy, Yuzhnyy y, por último, Medvezhiy, que se encuentra muy cerca de la costa. 

### Islas adyacentes
Algo alejadas del grupo, se encuentran las dos islas siguientes:
- isla Menshikov (Остров Меньшикова; Ostrov Men'shikova), localizada a 71 km  al este de la costa oriental de la isla Kusov. Tiene 7 km de largo y una anchura máxima de 1,6 km (54°36′N 139°14′E / 54.600, 139.233);
- isla Reyneke (Остров Рейнеке; Ostrov Reyneke), localizada 45 km al sureste de la isla de Menshikov. Tiene 7 km de largo y una anchura máxima de 1,6 km. Está situada cerca de una lengua de tierra costera, separada del continente por un estrecho de 5 km . Esta isla no debe confundirse con isla Reyneke, próxima a la isla de Russky en el golfo de Pedro el Grande, el entrante en el que se encuentra Vladivostok. (54°19′N 139°47′E / 54.317, 139.783).

## Ecología
No hay ninguna población permanente en las islas Chantar, pero a menudo son visitadas por pescadores comerciales que la utilizan como base. Otras actividades económicas realizadas en las islas son la caza y el comercio de pieles, así como la tala de madera, que en el pasado se hacía a menudo ilegalmente. Hay bosques de picea en las islas más grandes. Otros árboles en las taiga de las islas son el  abeto de Siberia, el alerce de Dahurian y el pino de montaña. 
Aunque hay poca evidencia de impacto humano, el ecosistema de las islas Chantar está amenazado. Hay muchas especies en peligro de extinción en estas islas, incluida el búho pescador de Blakiston, el águila pescadora, la cigüeña negra, el somormujo cuellirrojo, el halcón gerifalte, la agachadiza solitaria, el águila de mar de Steller y el urogallo de Siberia.
El oso pardo de Kamchatka, la marta cibelina y la marta son comunes en las islas Chantar.
Las aguas costeras alrededor de estas islas están congeladas durante unos ocho meses al año, tiempo en el que las islas están unidas al continente. La foca barbuda (Erignathus barbatus), la ballena de Groenlandia y la  ballena gris occidental son comunes en las aguas de las islas. 
Una de las más graves amenazas para el medio ambiente de las islas Chantar es un proyecto de planta de energía mareomotriz, que se encuentra actualmente en suspenso por falta de fondos.

## Historia
La primera exploración de que se tienen noticias de las islas Chantar fue en abril de 1640, cuando parece ser que el explorador ruso Ivan Moskvitin, navegó hacia la desembocadura del río Amur con un grupo de cosacos encontrándose con las islas Chantar en el viaje de regreso. Moskvitin informó de sus descubrimientos al príncipe Shcherbatov, el voivoda moscovita de Tomsk. El primer mapa del Lejano Oriente ruso se realizó en marzo de 1642 basándose en el informe de Moskvitin. 
Las islas Chantar fueron exploradas por topógrafos rusos entre 1711 y 1725.
Existe un plan para declarar las islas Chantar parque nacional en 2010.